# Jerzy Cyberski
Jerzy Cyberski (ur. 19 kwietnia 1935, zm. 23 kwietnia 2015) – polski oceanolog, specjalista w zakresie hydrologii, klimatologii morskiej i oceanografii fizycznej, profesor doktor habilitowany. W latach 2010–2013 rektor Kaszubsko-Pomorskiej Szkoły Wyższej.

## Życiorys
Od początku lat 70. XX wieku związany był z Uniwersytetem Gdańskim, pełniąc tam między innymi funkcje prodziekana Wydziału Biologii i Nauk o Ziemi oraz Wydziału Biologii, Geografii i Oceanologii. Piastował również funkcje kierownika Stacji Limnologicznej w Borucinie, Zakładu Hydrografii i Klimatologii Instytutu Geografii oraz Zakładu Oceanografii Fizycznej Instytutu Oceanografii.

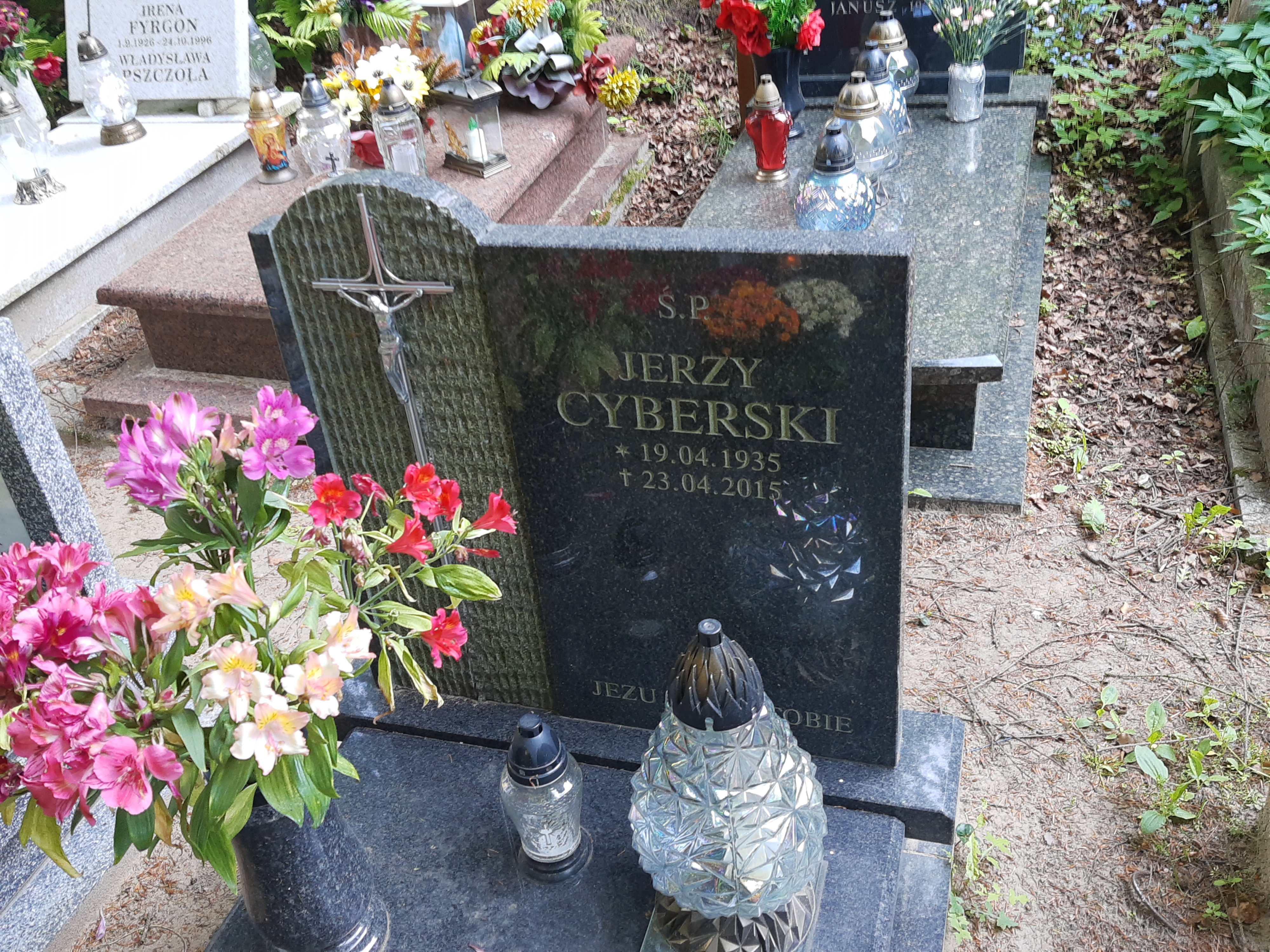
Grób prof. Jerzego Cyberskiego na cmentarzu Witomińskim

Został pochowany na cmentarzu Witomińskim w Gdyni (kwatera 75-14-30).

## Wybrane odznaczenia
- Złoty Krzyż Zasługi
- Medal Komisji Edukacji Narodowej[1]